# Istrsko narečje
Istrsko narečje, tudi Istrskoslovensko narečje ali Slovensko istrsko narečje, je eno od narečij, ki se govorijo v slovenski Istri. Kot del primorske narečne skupine se deli na rižanski in šavrinski govor. 

## Zgodovina
Slovensko istrsko narečje govorijo Istrani slovanskih korenin, katerih jezikovna tradicija sega najverjetneje v 7. stoletje. 

### Druga narečja v Istri
Materni jezik večine pripadnikov avtohtone italijanske narodne skupnosti v Istri (v slovenskih obmorskih naseljih in v njihovem neposrednem zaledju) je istrobeneščina, italijansko narečje, ki se govori že od časov Beneške republike, ko je bilo v Istri t.i. »Lingua franca«. Istrsko beneško narečje je po koncu druge svetovne vojne in ukinitve ter delitve Svobodnega tržaškega ozemlja, z množičnim izseljevanjem mestnega italijanskega prebivalstva, v Istri izgubilo kar 90 odstotkov svojih govorcev, vendar pa je bilo leta 2021 vpisano v uradni Register nesnovne kulturne dediščine Slovenije.

## Razmejitev
Meje istrskega narečja ni mogoče natančno zarisati, vendar lahko rečemo, da le-ta poteka po črti od Miljskega zaliva, prek Kozine, Podgorja, Rakitovca na severovzhodu ter do slovensko-hrvaške meje na jugu. Rižanski govor se uporablja do črte Koper–Marezige–Zazid, južno od te ločnice pa se govori šavrinski govor.

## Značilnosti istrskega narečja
Tako rižanski kot šavrinski govor temeljita na značilnostih dolenjskega in primorskega narečja, pri spreganju glagolov ne izražata dvojine, imata pa podoben besedni zaklad, s številnimi romanskimi izposojenkami ter eno samo kvantiteto naglašenih samoglasnikov. 
Dolenjsko-notranjski izvor šavrinskega govora se kaže v šavrinskem ẹ. Šavrinski govor temelji na mešanju slovenskih, hrvaških in srbskih narečnih prvin, v povezavi z uskoško poselitvijo Istre v 16. in 17. stoletju. Od rižanskega govora se loči predvsem po tem, da ima v dolgih naglašenih zlogih večinoma same monoftonge. Le-ti so znotraj šavrinskega govora prevladali na območju Rakitovca, Sočerge, Trebeš, Pomjana, Krkavč, Nove vasi nad Dragonjo, Kort in njihovi okolici.